# Francapseudes debilis
Francapseudes debilis är en kräftdjursart som beskrevs av Mihai Bacescu 1981. Francapseudes debilis ingår i släktet Francapseudes och familjen Sphyrapidae. Inga underarter finns listade i Catalogue of Life.